# 양을 쫓는 모험
《양을 쫓는 모험》(羊をめぐる冒険)은 일본 작가 무라카미 하루키의 세 번째 소설이다. 일본에서 1982년에 출판되고 1992년에 한국어로 번역되었다. 《1973년의 핀볼》의 후속작이며 《쥐 삼부작》의 마지막 권이다. 1982년에 노마신인문학상을 수상했다.

## 주제
《양을 쫓는 모험》에서 하루키는 전후 일본의 문화적 정체성을 탐구하며 영미문학을 일본의 관점에서 재해석한다. 추리소설이며 마술적 사실주의이자 포스트모더니즘과 같은 주제를 다루고 있다.
《양을 쫓는 모험》는 미시마 유키오의 《여름의 모험》의 패러디라고도 여겨진다.

## 줄거리
소설은 이름이 밝혀지지 않고 담배를 줄창 피워대는 주인공이 1978년에 도쿄와 홋카이도에서 겪는 모험을 그린다. 이야기는 최근에 이혼당한 광고회사 중역인 주인공이 오래 전에 잊어버린 친구인 "쥐"가 보낸 목초지 풍경 사진을 게재하면서 시작된다. 곧 "보스"의 부하라고 자처하는 의문의 남자가 그에게 연락을 한다. 보스는 일본의 정치적 경제적 엘리트들의 중심에 선 인물이고 죽어가고 있다. 부하는 주인공이 게재한 사진에 있는 별 모양 얼룩이 있는 이상한 양이 보스의 권력의 원천이었다고 말하며 주인공에게 두 달 안에 양을 찾아오지 않으면 주인공의 인생을 망가뜨리겠다고 위협한다. 주인공과 마법처럼 매력적이고 민감한 귀를 가진 여자친구는 일본 북부로 양과 주인공의 떠돌아다니는 친구를 찾으러 떠난다. 주인공은 몇십년 동안 영향력을 끼쳐왔던 불가사의한 힘의 원천을 쫓고 있다는 걸 자각하며 과거에 만난 사람들과 이상한 사람들과 전에 양을 만났던 사람들을 만난다.

## 전작과 후속작
소설은 하루키의 《바람의 노래를 들어라》와 《1973년의 핀볼》을 잇는 하루키의 《쥐 삼부작》의 세 번째 권이다. 세 책 모두 이름이 밝혀지지 않은 일인칭 시점의 주인공과 친구인 "쥐"의 때때로 초현실적인 모험을 그린다.
세 책 모두 1970년 11월 25일에 시작하거나 1970년 11월 25일을 회상한다. 이 날은 미시마 유키오가 자위대 본부에서 쿠데타에 실패한 후 할복을 한 날이다.
후속작인 《댄스 댄스 댄스》는 계속하여 주인공의 모험을 그린다. 돌고래 호텔과 주인공의 여자친구와 불가사의한 "양 남자"와 같이 《양을 쫓는 모험》의 인물들과 장소들이 다시 나타난다. 그러나 줄거리와 어조와 대부분의 등장인물이 다르므로 《쥐 삼부작》의 일부로 보지 않기도 한다.

## 수상 실적
- 1982년 노마신인문학상